# Oressochen
Oressochen es un género de aves Anseriformes perteneciente a la familia Anatidae que agrupa a especies propias de América del Sur.

## Etimología
El nombre del género deriva de los vocablos griegos ορεσσι (oressi ), «montañas» (refiriéndose a los Andes chilenos, hábitat de la especie tipo: el piuquén), en composición con χην (khēn), «ganso».

## Especies
De acuerdo a las clasificaciones de la Taxonomía de Clements, el género agrupa las siguientes dos especies:
- Oressochen jubatus
- Oressochen melanopterus